# Henschel DHG 700 C
A Henschel DHG 700 C iparvasutakra tervezett háromtengelyes dízel-hidraulikus tolatómozdony-sorozat, melyet a Henschel-Werke gyártott 1965 és 1987 között, összesen 82 példányban.

## Történet
A Henschel a „DHG 700 C” típusjelölést több különböző mozdonysorozatnál is alkalmazta. Az első DHG 700 C típus a Henschel negyedik generációs termékpalettájának részeként jelent meg. Ez az 1963 óta gyártott Henschel DHG 500 C sorozatnak megfelelő konstrukciójú, azonban a motorja a megnövelt lökettérfogatnak köszönhetően 507 kilowatt (689 metrikus lóerő) névleges teljesítményt ad le. Ebből az első változatból 20 példányt gyártottak.
A Henschel 1973-tól kínált ötödik generációs termékpalettájában ez volt a háromtengelyes szabványmozdony. Az elődökkel ellentétben ebben a mozdonygenerációban mind a vezetőállás, mind az orr-rész szögletes kialakítású volt. Ebből a második változatból 55 hagyományos, illetve 2 telelok kialakítású példány készült. A mozdonyokat elsősorban bánya- (Saarbergwerke: hét darab) és acélipari, valamint vegyipari vállalatok rendelték, de például a Volkswagen is rendelt hét darabot a wolfsburgi, a braunschweigi és a baunatali üzemeinek kiszolgálására. A mozdonyok nem a Henschel szokásos kék színű, hanem narancssárga festést kaptak, a géptereken citromsárga vízszintes csíkkal. A felépítmény mellett a váz is megváltozott az előző modellhez képest. A tengelytáv 300 milliméterrel nagyobb lett, a tengelyeket 1975-től már nem laprugók, hanem spirál- és „Megi-rugók” (Megifedern) támasztották alá. A tuskós fék helyett tárcsaféket alkalmaztak. 1985-ben a Henschel 32840–32849 sorozatszámon egy 10 darabból álló, 1000 mm-es nyomtávolságú sorozatot szállított a Thaiföldi Állami Vasutaknak (SRT), amelyek néhány kivételtől eltekintve nem voltak hosszú élettartamúak. Ezek az SRT 70–79-es pályaszámokat viselték. Az utolsó legyártott példányt 1985-ben szállították Svájcba a Chemin de fer Orbe–Chavornaynak, ahol az Em 3/3 3 pályaszámot kapta. Ez a mozdony az alkalmazását tekintve kitűnik a társaitól, hiszen ezt az egységet fővonali szolgálatra használták, szemben a többi, iparvasutakon használt DHG 700 C-vel.
A Henschel a hatodik generációs termékpalettájának részeként is kínált egy DHG 700 C típusjelölésű mozdonyt. Az alvázat és a felépítményt a dízel-villamos Henschel DE 500 C-ből vették át. A mozdony külsőleg elsősorban az oldalsó járdákra nyíló bejáratokkal rendelkező tágasabb vezetőfülkével és a BDE-előírásokban megkövetelt nagyobb lépcsőkkel tér el az elődeitől. Más mozdonygyártók azonban már korábban is kínáltak ilyen típusokat, így 1986-ban és 1987-ben mindössze öt darab készült ebből a típusból.

## Galéria

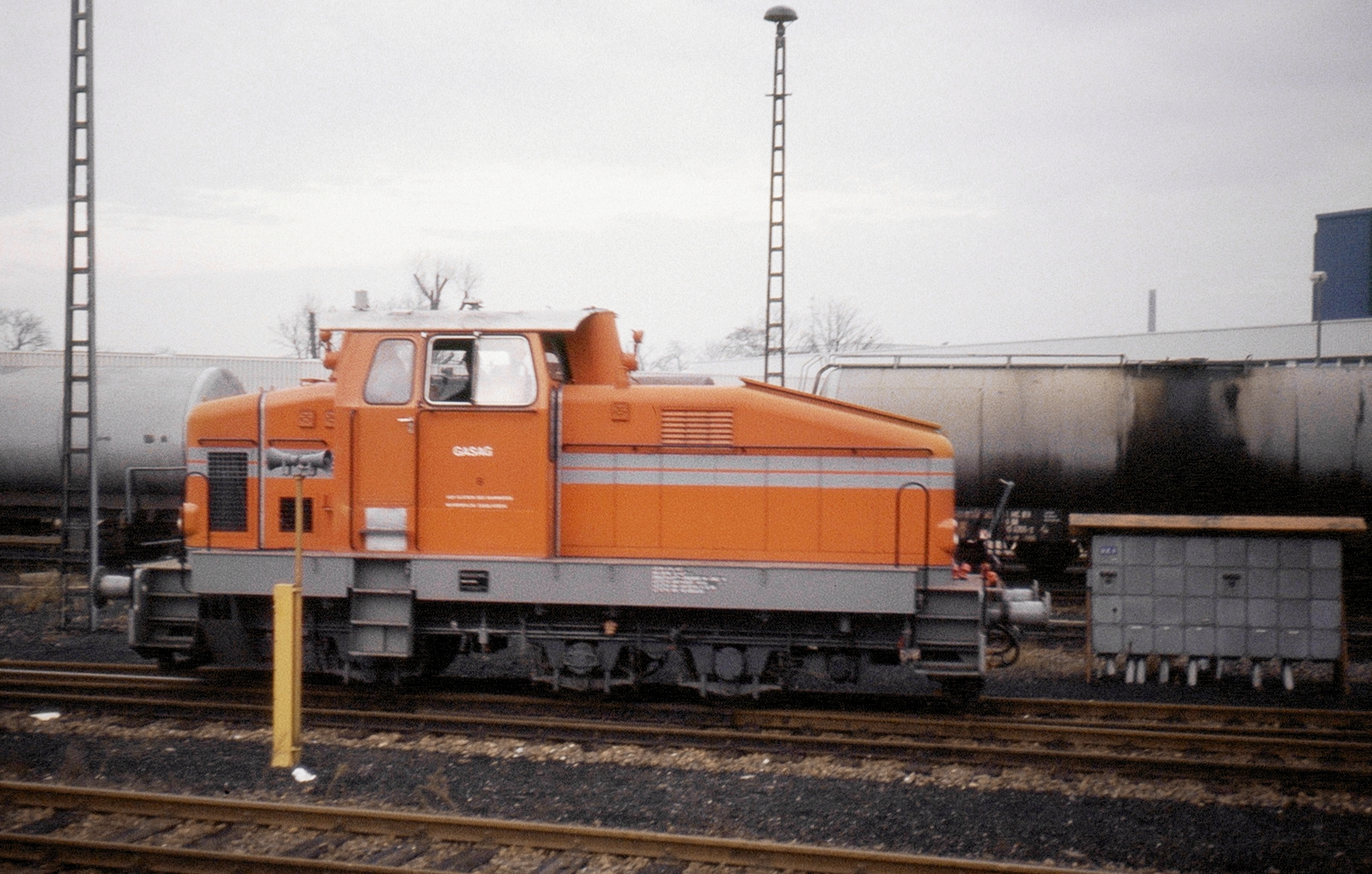
A GASAG 1972-ben gyártott Lok 8 pályaszámú első generációs DHG 700 C-je
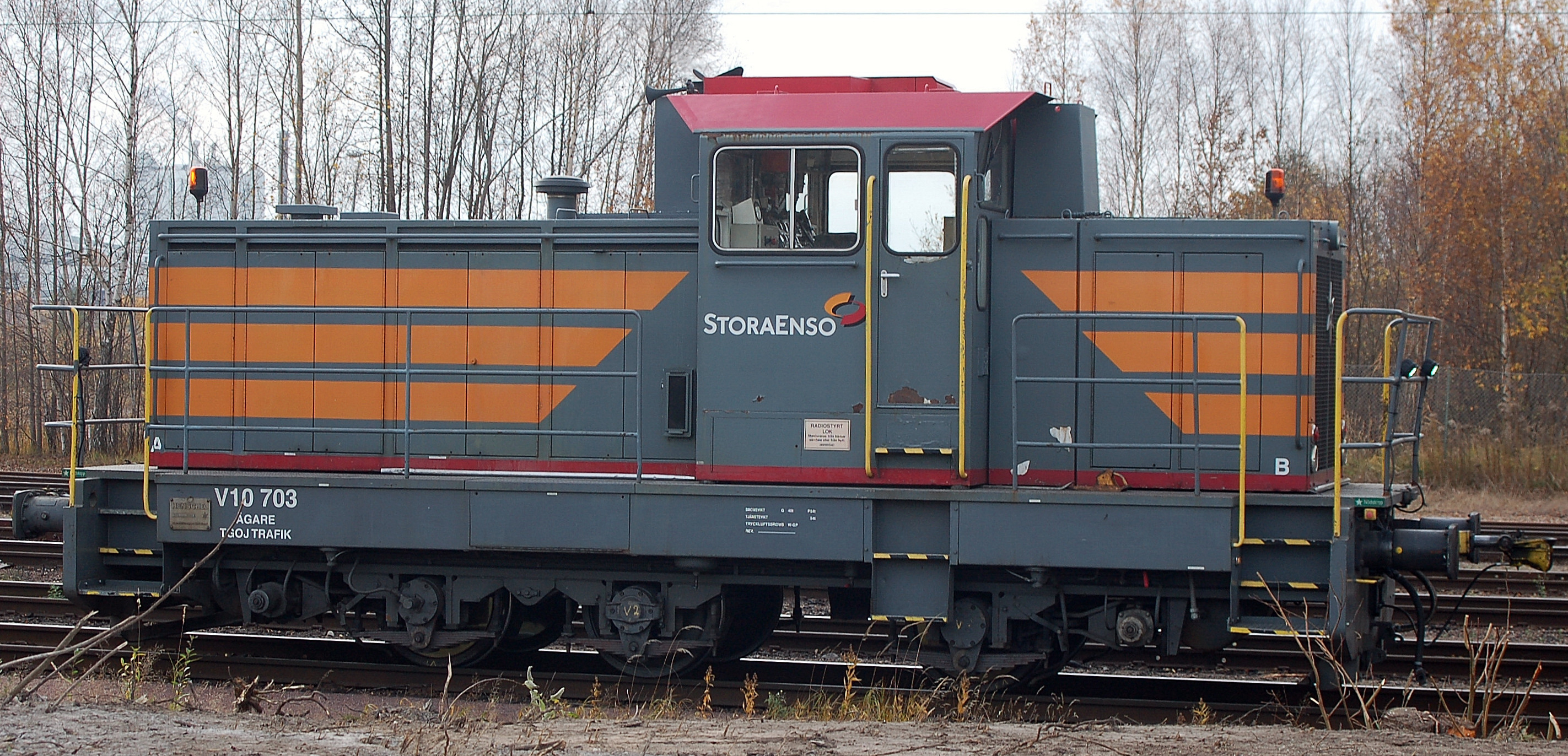
A TGOJ V10 703 pályaszámú második generációs DHG 700 C-je
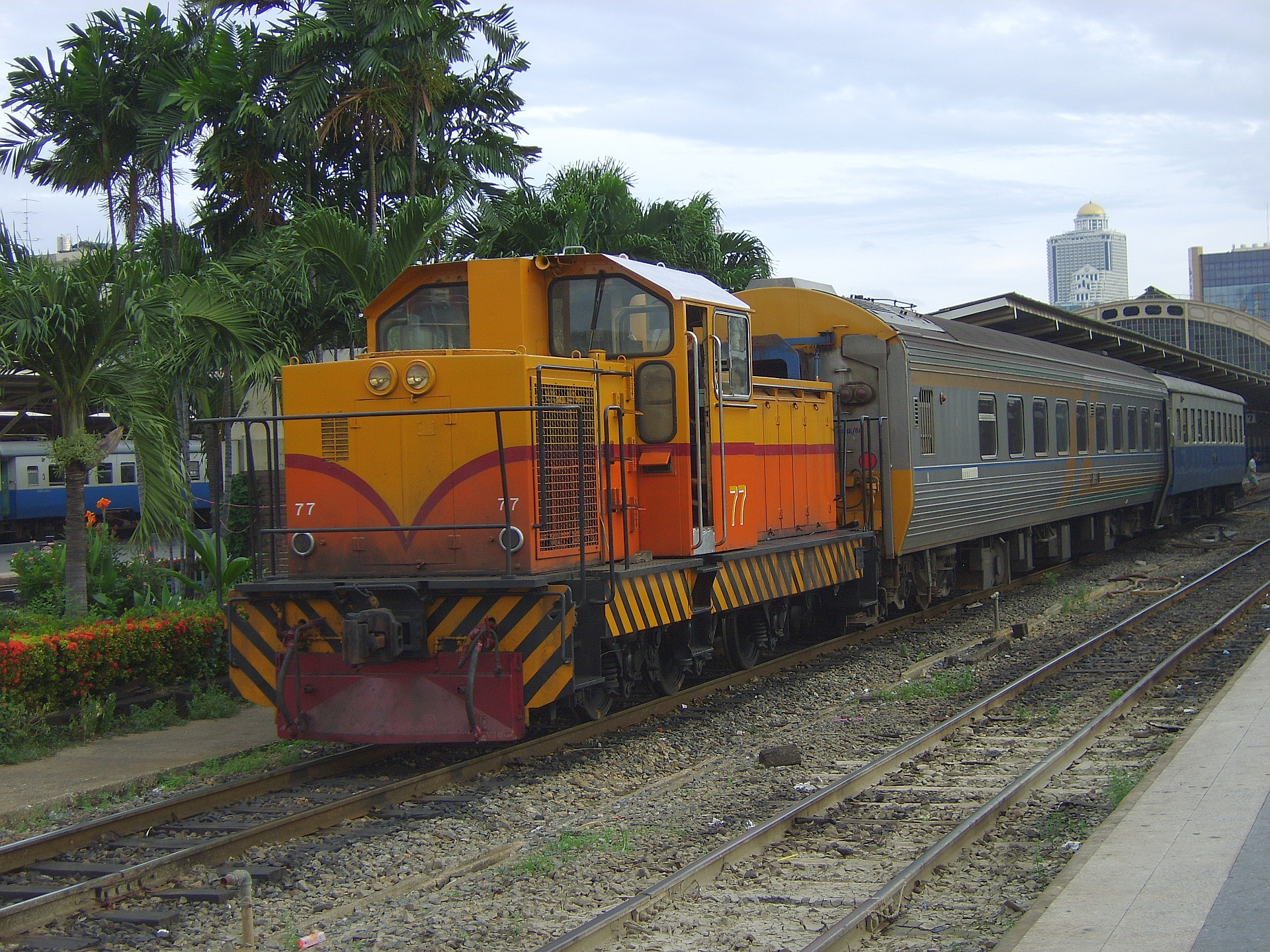
Az SRT 77 pályaszámú második generációs DHG 700 C-je
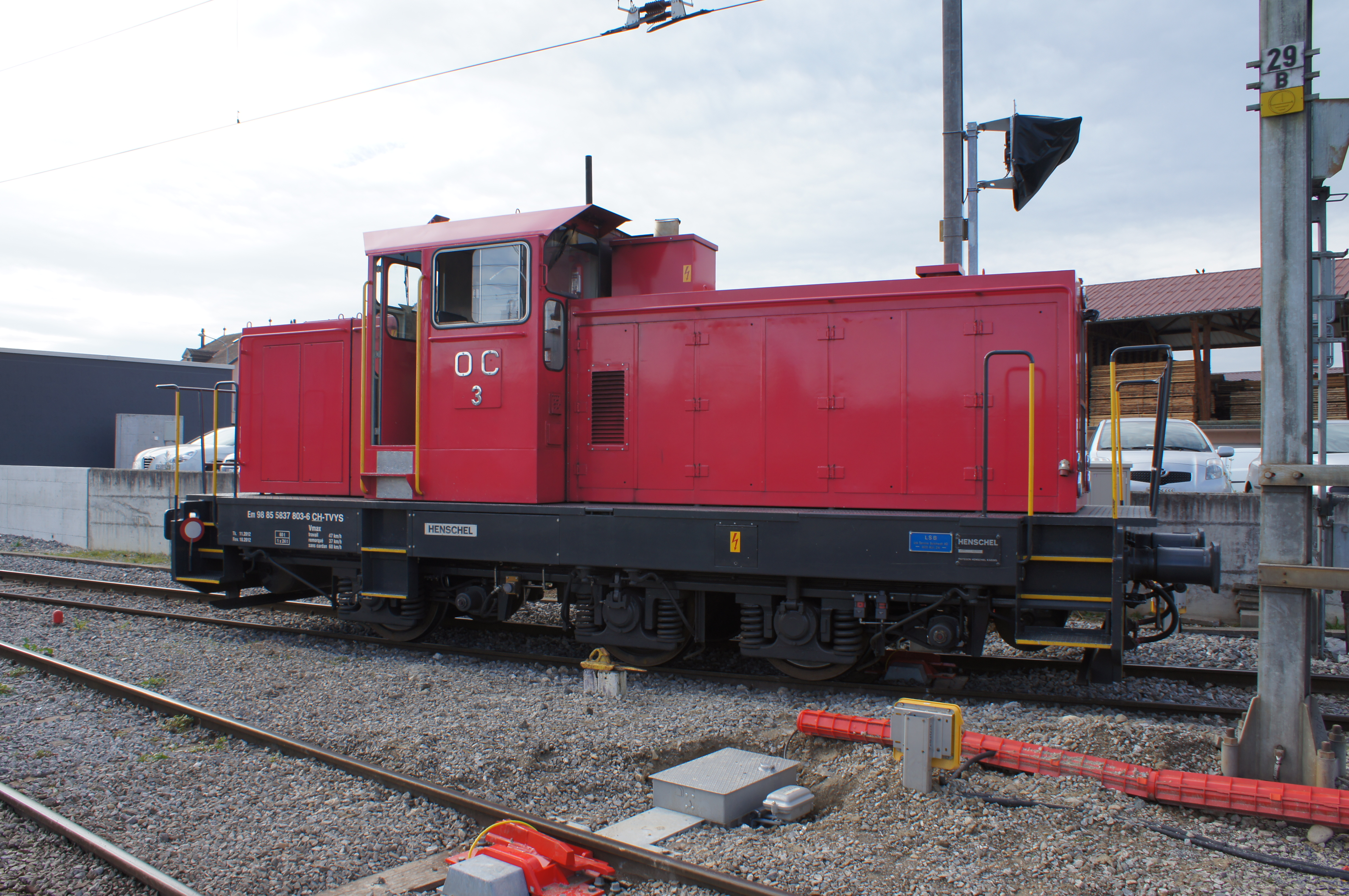
Az OC Em 3/3 3 pályaszámú második generációs DHG 700 C-je

## Fordítás
- Ez a szócikk részben vagy egészben  a   Henschel DHG 700 C című német Wikipédia-szócikk ezen változatának fordításán alapul.  Az eredeti cikk szerkesztőit annak laptörténete sorolja fel. Ez a jelzés csupán a megfogalmazás eredetét és a szerzői jogokat jelzi, nem szolgál a cikkben szereplő információk forrásmegjelöléseként.